# Rhizopogonaceae
Rhizopogonaceae Gäum. & C.W. Dodge, Comp. Morph. Fungi (London): 468 (1928), è una famiglia di funghi.

## Generi
Il genere tipo è Rhizopogon Fr. & Nordholm.